# René Valenzuela
René Valenzuela (20 de abril de 1955) é um ex-zagueiro chileno. Ele defendeu a seleção chilena em 46 jogos (1979-1985, 1988): 
- 13 na Copa América (9 em 1979 e 4 em 1983);
- 5 Eliminatórias da Copa do Mundo (4 em 1981 e 1 1985);
- 3 jogos na Copa do Mundo de 1982 e
- 25 amistosos.

Ele jogou em 5 clubes:
- Concepción (1974-1977)
- O'Higgins (1978-1979)
- Universidad Católica (1980-1987)
- Ángeles de Puebla (1987-1988)
- Unión Española (1988-1990)

## Títulos
Universidad Católica
- Copa República: 1983
- Campeonato Chileno: 1983 e 1984

Unión Española
- Copa do Inverno: 1989